# 自動霰彈槍

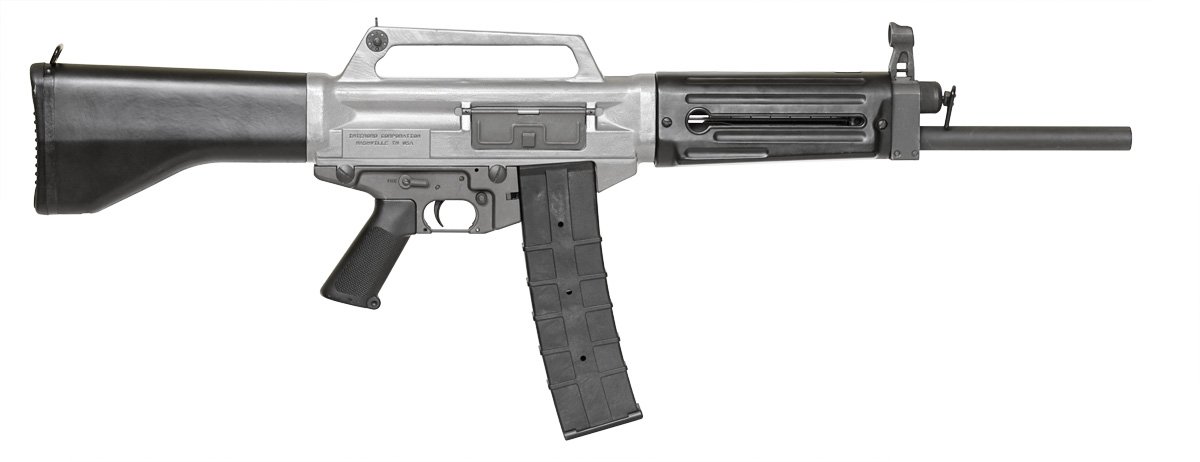
大宇USAS-12自動霰彈槍

自動霰彈槍（英語：automatic shotgun）即全自動霰彈槍，是一種發射霰彈的自動武器，使用霰彈彈藥裡的發射藥能量來連填裝下一發彈藥。自動霰彈槍的射程較有限，但是能在近距離內提供巨大的火力。